# 후소정
후소정(일본어: 扶桑町)은 일본 아이치현 북부 니와군의 정이다. 정명은 일찍이 양잠업이 주산업으로 뽕밭이 많아서 붙여진 이름이다.

## 인접한 자치체
- 아이치현
  - 이누야마시, 고난시, 니와군 오구치정
- 기후현
  - 가카미가하라시

## 역사
- 1906년 - 4개 촌이 합병해 후소촌이 탄생하였다.
- 1952년 - 정으로 승격하였다.

## 인구
| 연도 | 인구   | ±%     |
| ---- | ------ | ------ |
| 1940 | 8,246  | —      |
| 1950 | 10,549 | +27.9% |
| 1960 | 11,344 | +7.5%  |
| 1970 | 21,317 | +87.9% |
| 1980 | 27,254 | +27.9% |
| 1990 | 29,210 | +7.2%  |
| 2000 | 31,728 | +8.6%  |
| 2010 | 33,560 | +5.8%  |

## 교통

### 철도
- 나고야 철도 이누야마선

### 도로
- 국도 41호선